# Harsiesis pallidifascia
Harsiesis pallidifascia är en fjärilsart som beskrevs av Rothschild 1916. Harsiesis pallidifascia ingår i släktet Harsiesis och familjen praktfjärilar. Inga underarter finns listade i Catalogue of Life.